# Alphataurus
Alphataurus  es una banda italiana enfocada al rock progresivo italiano y en la cual es perteneciente al movimiento del rock progresivo que emergía en la década de 1970. Actualmente sigue liderado por el mismo fundador Pietro Pellegrini que a pesar de haber regresado el grupo en el 2009, sigue aún presente en el grupo.
Si bien Alphataurus jamás ha tenido el éxito comercial, el grupo se enfoca más en ser un grupo vanguardista y perteneciente al seguimiento de culto, al igual que en la actualidad es un grupo considerado de culto.
Después de su regreso en el 2009, Alphataurus saca su segundo álbum de estudio en octubre de 2012 titulado "AttosecondO".

## Integrantes
El grupo ha tenido constantes cambios en su alineación en la cual el baterista original Giorgio Santandrea en su regreso en el 2009, en el 2011 nuevamente tuvo que dejar el grupo por causas personales del miembro. El único miembro que sigue desde la formación de Alphataurus es el líder Pietro Pellegrini.

### Formación actual
- Pietro Pellegrini - órgano, sintetizador
- Guido Wassermann - guitarra, teclados, vocal
- Andrea Guizzetti - piano, teclado, vocal
- Diego Mariani - batería, percusión
- Marco Albanese - bajo
- Claudio Falcone - vocal de apoyo

### Exintegrantes
- Michele Bavaro - vocal (1970 - 1973)
- Alfonso Oliva - bajo (1970 - 1973)
- Giorgio Santandrea - batería (1970 - 1973, 2009 - 2011)
- Moreno Meroni - bajo, corista (? - ?)
- Fabio Rigamonti - bajo (2010 - 2013)
- Alessandro Rossi "Pacho" - batería (2011 - 2013)

## Discografía

### Álbumes de estudio
- 1973: "Alphataurus" (Magma)
- 2012: "AttosecondO" (AMS Records)

### Recopilaciones
- 1992: "Dietro L'Uragano"' (recopilación de demos y ensayos inéditos)
- 2012: "Live In Bloom"'
- 2014: "Prime Numbers" (recopilación en DVD con un En Vivo + rarezas de álbumes)